# Canadees hertshooi
Canadees hertshooi (Hypericum canadense) is een vaste plant, die behoort tot de hertshooifamilie (Hypericaceae). Canadees hertshooi komt van nature voor in Europa en het oosten van Noord-Amerika. Het aantal chromosomen is 2n = 16.
De plant wordt 3-30 cm hoog en heeft korte uitlopers. Er komen op de plant geen rode en zwarte klieren voor. De kale, rechtopstaande, vaak  sterk rood aangelopen stengels hebben vier fijne lijsten. De bladeren hoger op de stengel zijn lijnvormig tot omgekeerd eirond en de onderste hebben een elliptische vorm.
Canadees hertshooi bloeit van juli tot in september met gele bloemen. De bloeiwijze is een schroef met weinig bloemen. De lancetvormige, vrij spitse, 2-4,5 mm lange kelkbladen hebben lichte of roodachtige strepen. De bloem is 6-8 mm groot. De kroonbladen zijn 3-4 mm lang. De bloem heeft acht tot vijftien meeldraden, die aan de voet niet of nauwelijks zijn vergroeid en staan in vijf niet zo duidelijke bundels. Een bloem heeft 3-5, tot 1 mm lange stijlen.
De conische, rode tot purperen vrucht is een eenhokkige doosvrucht, die 4-6,5 mm lang en 2-2,5 mm breed is. De lichtbruine, cilindrische zaden
zijn 0,6 mm lang.

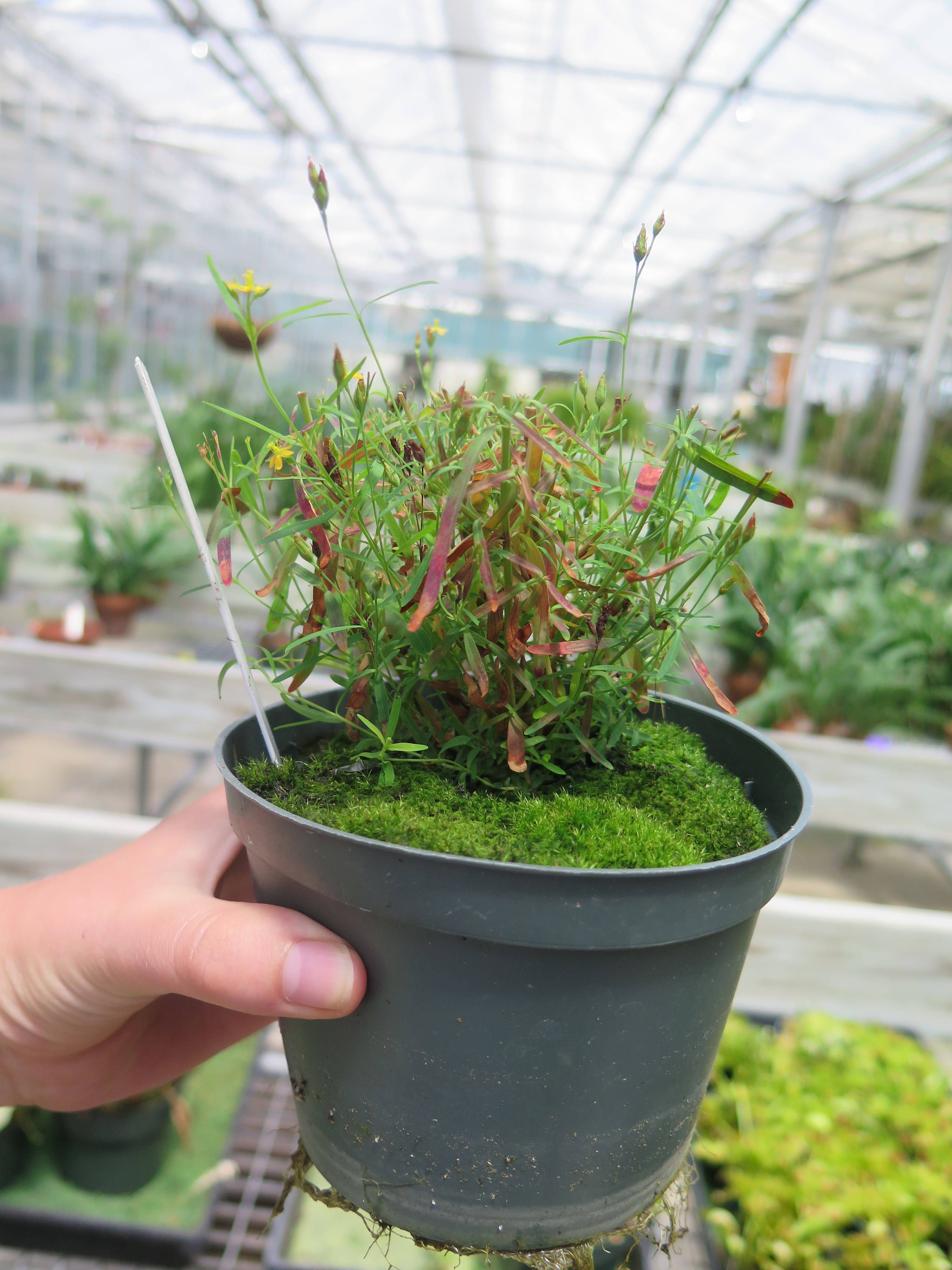
Plant
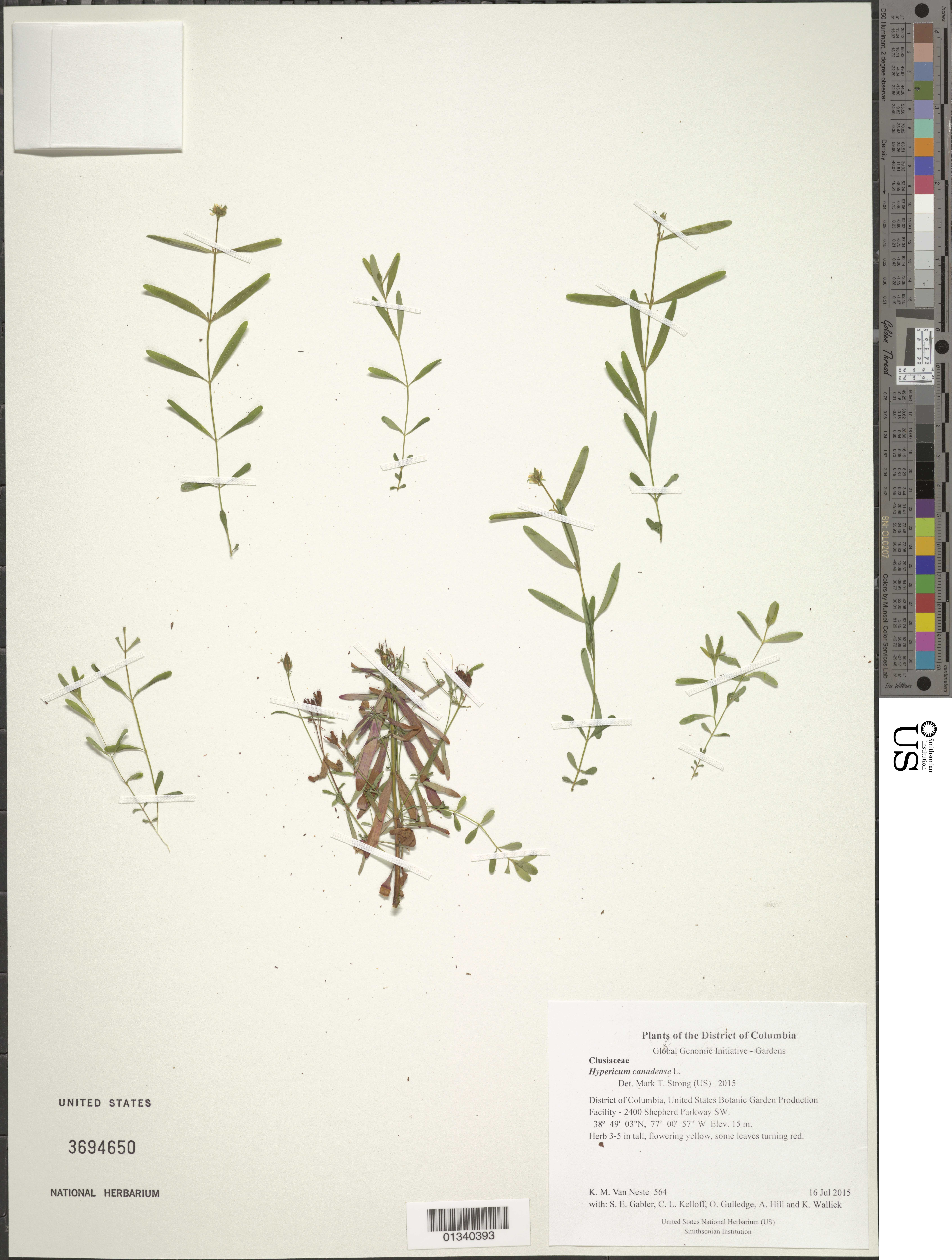
Herbarium exemplaar
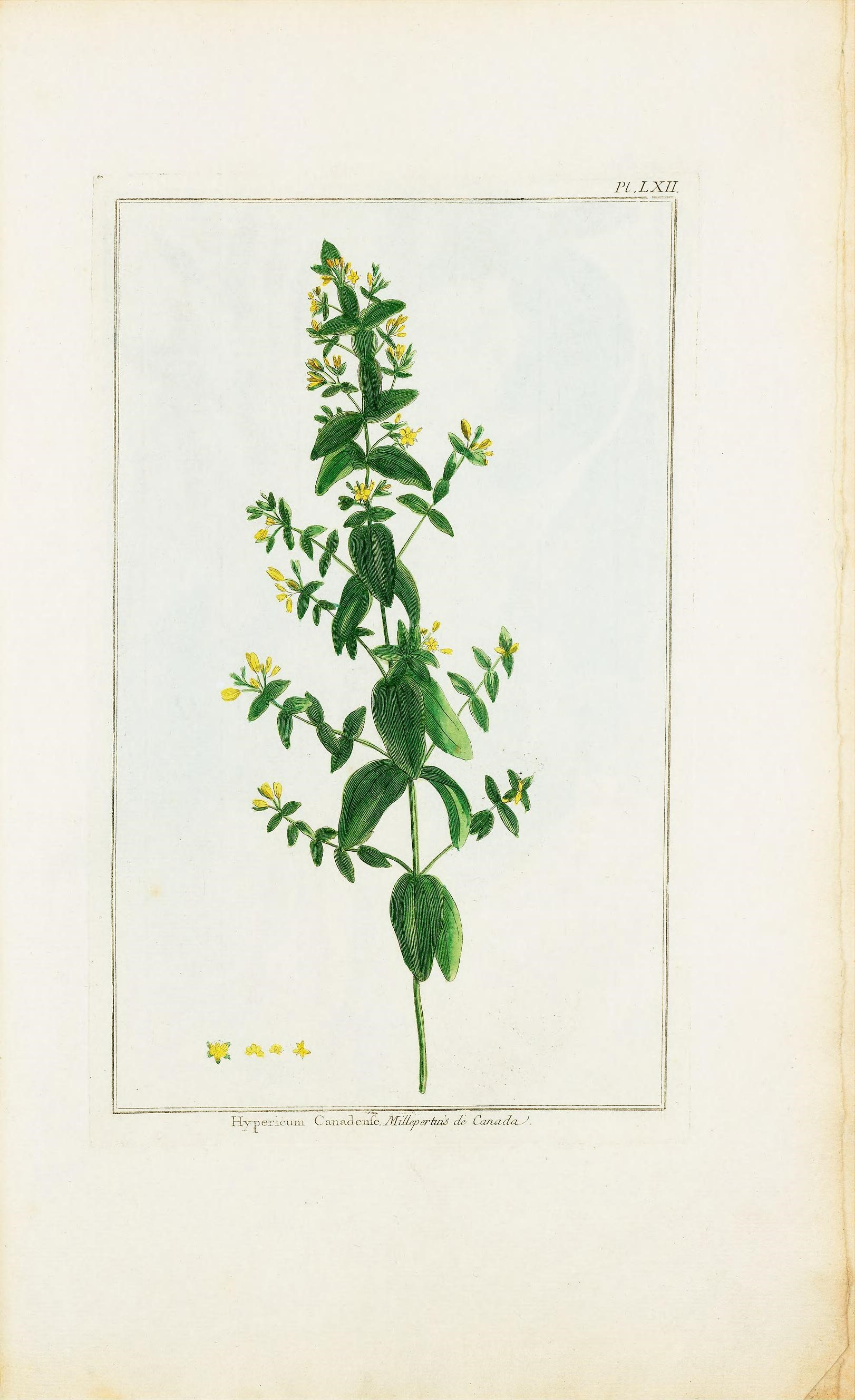
Illustratie
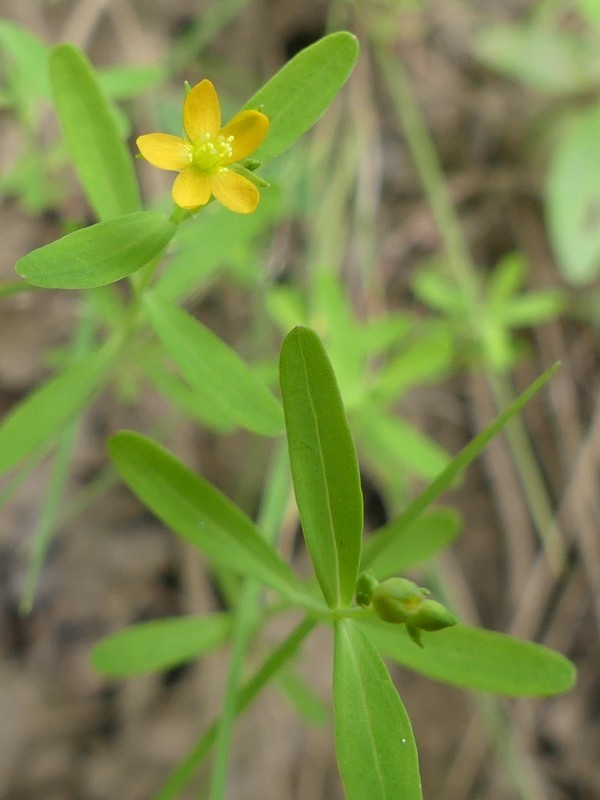
Blad
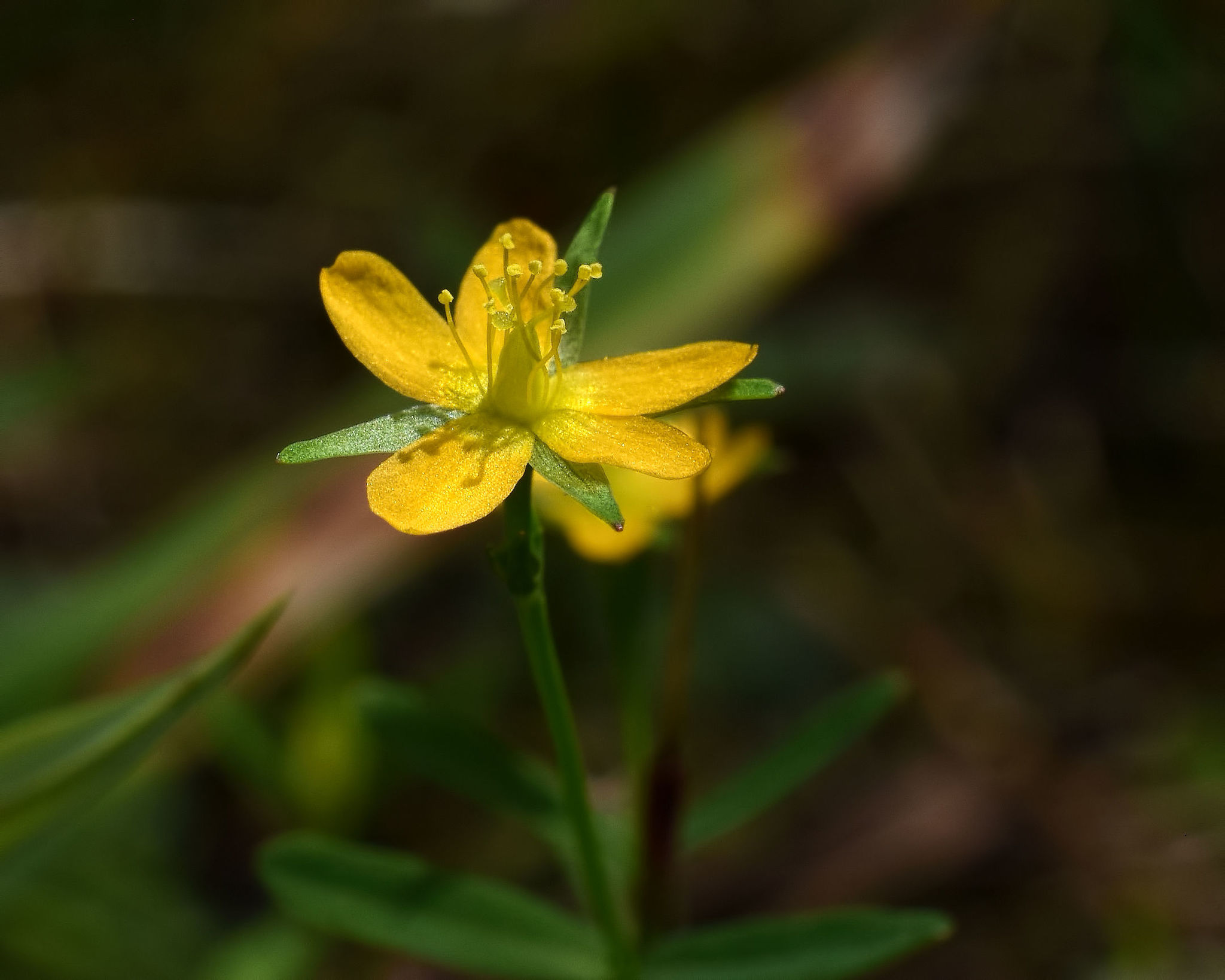
Bloem
Illustratie

Canadees hertshooi staat op open, zonnige, ’s winters vaak ondiep onder water staande, voedselarme, zure, venige of lemige zandgrond. Ze groeit langs heidevennen, in vochtige karrensporen en langs zandpaden. Ze behoort tot een sectie binnen het geslacht met een Noord-Amerikaanse verspreiding en is thuis in de koel-gematigde streken in het oostelijke deel daarvan. De plant is in Europa alleen vertegenwoordigt in Ierland en Nederland, hoe de oversteek naar Europa verlopen is blijft onduidelijk, transport met zwervende watervogels wordt gesuggereerd. De pionier is ingeburgerd tussen 1900 en 1924, na een ware explosie in de jaren 30 van die eeuw is de soort weer sterk afgenomen door de ontginning van natte heidevelden en het asfalteren van zandpaden en karrensporen. Canadees hertshooi is zeer zelden in Twente. De zaden worden makkelijk verspreid en vermoedelijk door menselijke activiteit is de plant weer op een aantal plaatsen terechtgekomen. De soort staat tegenwoordig vooral in zandafgravingen en langs zandwegen en paden.